# Хатагины (буряты)
Хатаги́ны — этническая группа в составе селенгинских бурят. Проживают преимущественно в среднем течении Селенги и нижнем течении Джиды в Селенгинском и Джидинском районах Бурятии.

## История
Монгольское племя хатагины ведёт своё начало от Буха-Хатаги, старшего сына праматери монголов Алан-гоа.
В 1718 году часть монгольского племени хатагинов во главе с Ахалдаем и Будой, спасаясь от междоусобиц в Сайн-Нойон-хановском аймаке Халха-Монголии перекочевала в Забайкалье, в район к югу от Гусиного озера, в пределы Российского государства. Вскоре к ним присоединились их сородичи, ранее ушедшие на северную сторону Байкала. Вместе они вошли в атаганов род, а впоследствии образовали самостоятельный хатагинов род.
Летопись селенгинских бурят «Бишихан запискэ» так повествует об этом событии: 

У Сайн-хана были жестокие законы и суровое правление, на земле Белого царя — мир и спокойствие. Прослышав об этом, Ахалдай и Буда, взяв с собой с десяток своих родственников, отправились в западном направлении. За ними началась погоня. Ахалдай был пойман преследователями. Буда слыл батором, он пошёл за ними следом, убил двух охотников и освободил Ахалдая. Затем вместе с ним перешли границу и прибыли в местность Тамча. Они были приняты в подданство русского царя и зачислены в Подгородный род. 

## Расселение
Хатагины отмечены в составе следующих этнических групп бурят: селенгинских бурят (хатагин, батот-хатагин), ашибагатов, сартулов, табангутов, хори-бурят (хухур хатагин в составе рода галзууд), китойских бурят. В состав хамниган входят роды: катакин, хатакин (хатагин, хатахин), хашигин. В составе баргутов проживают носители родового имени хатигин.
Хатагинов оток состоял из двух десятков: Тамчинского и Иринского. Известны две кости этого отока: хатагин и халчин.
В Монголии хатагины (хатагин, хатагид, хатагин сартуул) проживают в сомонах Жаргалан, Тариат, Хангай, Хашаат Архангайского аймака; сомонах Баяндун, Дашбалбар, Гурванзагал, Чулуунхороот, Баян-Уул, Баянтүмэн, Матад, Халхгол Восточного аймака; сомонах Сонгино, Түдэвтэй, Ургамал, Дөрвөлжин, Завханмандал, Эрдэнэхайрхан, Яруу Завханского аймака; сомонах Сүхбаатар, Эрдэнэцагаан Сүхбаатарского аймака; Шаамар, Алтанбулаг, Ерөө Селенгинского аймака; сомонах Баянцагаан, Баян Центрального аймака; сомоне Завхан Убсунурского аймака; сомонах Ханх, Цагаан-Үүр и Шинэ-Идэр Хубсугульского аймака. Хатагины также распространились в Ордосе и хошунах узумчинов Внутренней Монголии.
В Монголии проживают носители следующих родовых фамилий: хатгин, хатагин, их хатгин, хатаган, хатагид, хатагин боржигин, хатагин боржигон, хатагин сартуул, хатагин тайж нар, хатакин, хатахин, хатгад, хатган, хатгид, хатгин сартуул, хатгин тайж, хатгин халх, хатигад, хатиган, хатиган боржигон, хатиган сартуул, хатиган халх, хатигид, хатигин, хатихан, хатхан, хатхин, хачгин, хачиган, хачигин.
Хатагины, осевшие в Афганистане, образовали одно из племен в составе хазарейцев — катаган.
Во времена Монгольской империи хатагины вошли в состав тюркских народов. Их потомков в настоящее время называют катаганами.
Некоторые исследователи полагают, что название дагестанского народа кайтагцы произошло от имени хатагинов. А корни кайтагцев согласно данной теории восходят к государству ильхана Хулагу, внука Чингисхана. Отмечается, что в Кайтаге (в Дагестане) монгольский язык сохранялся до XVII в.

## Известные хатагины
- Лубсан-Жимба Ахалдаев — III Пандито Хамбо-лама, основатель Тамчинского дацана.
- Дымчик Ешижамсуев — IV Пандито Хамбо-лама.
- Гаван Ешижамсуев — V Пандито Хамбо-лама.
- Шойбон Ешижамсуев — VI Пандито Хамбо-лама.
- Дампил Гомбоев — X Пандито Хамбо-лама.
- Николай Гомбоев — российский дипломат, статский советник.